# 舍里夫·尤諾斯
舍里夫·尤諾斯·桑巴（阿拉伯语：‎，1995年5月22日—）是塞內加爾裔卡達籍沙灘排球運動員。他和艾哈邁德·蒂揚搭檔，在2018年亞洲運動會奪得金牌。
他和傑佛遜·桑托斯·佩雷拉搭檔參加2016年夏季奧林匹克運動會，結果止步16強。
在2014年結束與艾哈邁德·蒂揚搭檔後，他們於2017年重聚。他們搭檔參加2020年夏季奧林匹克運動會，奪得銅牌，該面獎牌也是卡達首面沙灘排球獎牌。

## 外部連結
- 舍里夫·尤諾斯在FIVB沙灘排球運動員數據庫
- 舍里夫·尤諾斯在沙灘排球數據庫
- Cherif Younousse Samba在国际奥林匹克委员会的资料
- 舍里夫·尤諾斯在Sports Reference